# Stefan (opat koronowski)
Stefan (zm. 25 kwietnia 1503) – opat cystersów w Koronowie, biskup nominat aureński, biskup elekt pomocniczy włocławski.
O jego pochodzeniu i wczesnej karierze nic nie wiemy.

W 1496 został opatem klasztoru cystersów w Koronowie po opacie Wielisławie, lecz w 1498 usunięty z funkcji. Nowym opatem został Magnus, który w 1501 zrezygnował z godności. Po nim godność opata koronowskiego objął ponownie Stefan.
Stefan został powołany na biskupa pomocniczego w wyniku starań Krzesława Kurozwęckiego, biskupa włocławskiego i zarazem kanclerza koronnego. Krzesław w  1494 podjął zabiegi o utworzenie lub reaktywację urzędu stałego biskupa pomocniczego połączonego z godnością opata koronowskiego. W 1500 Kurozwęcki uzyskał królewską zgodę i skierował sprawę do Stolicy Apostolskiej oraz do władz generalnych zakonu cystersów.  Pod koniec 1502 Jakub, opat z Cîteaux skierował pismo do Stefana, opata koronowskiego informujące o zgodzie jego, kapituły generalnej cystersów oraz papieża na podjęcie obowiązków biskupa pomocniczego w diecezji włocławskiej. Wcześniej, papież Aleksander VI udzielił Stefanowi prowizji na tytularną stolicę aureńską (biskupstwo w Mauretanii – Afryka Północna), powiadomił o tym biskupa Kurozwęckiego, który z kolei przesłał tę informację wraz ze z królewską zgodą do władz zakonnych. Papież zgodził się na połączenie godności opata i biskupa pomocniczego pod warunkiem, iż nie ucierpi na tym klasztor.
W świetle zaakceptowanych planów Kurozwęckiego każdorazowy biskup włocławski miał wybierać opata cystersów koronowskich i przedstawiać papieżowi do prekonizacji. Papież miał nadawać nowemu biskupowi pomocniczemu biskupstwo tytularne lub tytuł ustanowiony od nazwy klasztoru. Każdy opat koronowski miał być równocześnie biskupem pomocniczym włocławskim. Jako uposażenie miały posłużyć opackie dochody z klasztoru cystersów w Koronowie. Król polski Aleksander Jagiellończyk w 1502 do uposażenia biskupa pomocniczego dołączył probostwo w Kowalu na Kujawach.
Do kwietnia 1503 opat Stefan nie uzyskał sakry biskupiej i 25 IV 1503 został zamordowany. Data dzienna nie budzi wątpliwości, natomiast podawane są różnie daty roczne (1501, 1502, 1503). Powszechnie przyjmuje się tę ostatnią jako moment śmierci, gdyż w 1502 jest wzmiankowany jako żyjący opat. Okoliczności mordu nie są znane. Tradycja klasztorna podaje, iż zabójcą był zakonnik ukarany za swoje występki. Można też sądzić, iż zabójcy pochodzili z okolic Koronowa i dokonali mordu na tle majątkowym, gdyż cały Archidiakonat włocławski został objęty ekskomuniką, z wyjątkiem dekanatu bydgoskiego, na terenie którego znajdowało się Koronowo. Kara kościelna została cofnięta w połowie sierpnia 1503. Po śmierci Stefana sprawa połączenia funkcji biskupa pomocniczego z opatem koronowskim definitywnie upadła. Po nim opatem został Jan zwany z Kolonii.